# جولیا واکولنکو
 جولیا واکولنکو (اوکراینی: Юлія Оле́гівна Вакуленко؛ زادهٔ ۱۰ ژوئیهٔ ۱۹۸۳) یک تنیس‌باز اهل اسپانیا است.